# Piz Cambrena
Le piz Cambrena est un sommet des Alpes, en Suisse (canton des Grisons), à 3 601 m d'altitude. Il est situé en Engadine. Il fait partie de la chaîne de la Bernina. La voie d'accès la plus classique part depuis le refuge Diavolezza situé à 2 972 m d'altitude et passe par l'Eisnase (arête nord-ouest) et redescend par la suite par la Crasta d'Arlas en passant par le piz Arlas à 3 375 m (AD/4a). 